# Tibble gymnasium
Tibble gymnasium är en fristående gymnasieskola i Stockholms län. 
Tibble gymnasium Campus Täby ligger i Täby kommun i Stockholms län. Tibble gymnasium Campus Täby är en gymnasieskola med ca 1600 elever. Skolan erbjuder ekonomiprogrammet, estetiska programmet, naturvetenskapsprogrammet, samhällsvetenskapsprogrammet och teknikprogrammet samt utbildningen Idrott, hälsa och ledarskap. Utbildningarna leder till högskoleförberedande examen eller yrkesexamen.
På Tibble gymnasium Campus Täby finns bibliotek, café, idrottsanläggningar och aulan Tibble teater som används vid gästföreläsningar, samlingar och högtidliga sammanhang. 
Tibble gymnasium Campus Kista ligger i Kista i Stockholms kommun och är en systerskola till Tibble gymnasium i Täby. Tibble gymnasium Campus Kista startade hösten 2020. Skolan erbjuder ekonomiprogrammet, naturvetenskapsprogrammet samt samhällsvetenskapsprogrammet. Samtliga utbildningar leder till högskoleförberedande examen.

## Historia
Skolan tillkom 1964 under namnet Tibbleskolan med Täby gymnasium och studentexamen gavs 1967 och 1968, varefter namnändring till Tibble gymnasium skedde.
Tibble gymnasium omvandlades år 2007 till friskola. Dåvarande rektorn Maj Dellström och läraren Hans Byström lämnade in en ansökan under höstterminen 2006 till Skolverket. Ansökan godkändes den 15 mars 2007. Kommunfullmäktige fattade den 10 maj 2007 beslutet att verksamhet och inventarier vid det kommunala Tibble Gymnasium mot ersättning för enbart inventarier skulle övergå till det privata Tibble Fristående Gymnasium Tfg AB. Försäljningen av skolan förklarades olaglig av Kammarrätten, men försäljningen genomfördes sedan ändå. Från och med den 1 juli 2007 började skolan drivas i privat regi och blev den största fristående skolan i Sverige.
År 2020 öppnade den första systerskolan: Tibble Gymnasium Campus Kista.

### Tidigare elever
Jonas Gardell, Johan Rheborg, Viktoria Krantz, Ulf Larsson[källa behövs], Simon Norrthon, Andreas Wilson, och Amadou Jawo. är några av skolans tidigare elever.

## Framtid
Tibble Gymnasium i Täby planeras att genomgå stora förändringar som en del av den långsiktiga utvecklingen av Tibbleområdet. Enligt Täby kommuns plan ska ett nytt sportcentrum först byggas i området, vilket beräknas stå färdigt mellan 2029 och 2032. 
Därefter kommer en ny gymnasieskola att uppföras på platsen för det tidigare sportcentret under perioden 2032–2035. När den nya skolan är färdigställd, planeras fyra bostadskvarter att byggas där nuvarande Tibble Gymnasium ligger, med beräknat färdigställande omkring våren 2038. Syftet med omvandlingen är att skapa en levande och trygg stadsdel där utbildning, idrott, bostäder och kultur samverkar. 
Projektet finansieras delvis av intäkter från bostadsbyggandet. Området kring Tibble station ska samtidigt utvecklas med nya entréer, torgytor och förbättrade flöden för resenärerna.